# هارولد إف. ديفوراك
هارولد إف. ديفوراك (بالإنجليزية: Harold F. Dvorak)‏ هو عالم أمراض وأستاذ جامعي أمريكي، ولد في 20 يونيو 1937 في ميلواكي في الولايات المتحدة.